# Aaron Russo
Pour les articles homonymes, voir Russo.
 (juin 2008).
Si vous disposez d'ouvrages ou d'articles de référence ou si vous connaissez des sites web de qualité traitant du thème abordé ici, merci de compléter l'article en donnant les références utiles à sa vérifiabilité et en les liant à la section « Notes et références ».
Aaron Russo (14 février 1943, New York - 24 août 2007) était un producteur et réalisateur américain de films, basé à Hollywood. D’autre part, il devint plus tard dans la vie un militant politique, tournant notamment plusieurs documentaires de tendance libertarienne, tels que Mad as Hell et America: Freedom to Fascism.

## Biographie
Aaron Russo a notamment été le manager de Bette Midler entre 1972 et 1979. Durant sa carrière cinématographique, il a produit des acteurs tels que Eddie Murphy, Dan Aykroyd dans Un fauteuil pour deux (Trading Places), qui deviendra pour le public un des classiques de Noël. Il réunira Nick Nolte, Morgan Freeman et Ralph Macchio dans Teachers. Il a reçu un Grammy, un Tony et un Emmy pour OL' Red Hair is Back en 1978.
Son dernier documentaire, America… From Freedom To Fascism, sorti en 2006, dénonce la politique américaine en matière de taxe fédérale sur le revenu et le système bancaire fédéral. Selon lui, la politique américaine depuis la création de la Banque fédérale américaine conduit à une restriction croissante des droits des citoyens américains, surtout avec la mise en place des nouvelles lois depuis les attentats du 11 septembre 2001 dans le but d'instaurer un nouveau genre de carte d'identité.
Très impliqué dans la vie politique américaine, il s'est présenté aux élections du gouverneur du Nevada en 1998, sous les couleurs du Parti républicain, où il a fini deuxième, avec presque 30 % des votes. Membre important du Parti libertarien américain, il a été candidat de ce parti lors des primaires organisées pour l'élection présidentielle de 2004.
En 2007, dans une interview de Alex Jones, il dénonce le CFR, soutient les théories du complot à propos des attentats du 11 septembre 2001, et critique la guerre contre le terrorisme, ainsi qu'un « plan de domination mondial des banquiers », (les Rockefeller, etc.).
Il y raconte une discussion tenue entre Nicholas « Nick » Rockefeller et lui-même, onze mois avant les attentats du 11 septembre 2001, expliquant entre autres des propos qu'auraient tenu ce dernier : comment « un évènement allait se produire […] et comment à partir de cet évènement nous (les États-Unis) allions envahir l'Afghanistan, construire des pipelines pour amener le pétrole de la mer Caspienne, que nous allions envahir l'Irak pour prendre le contrôle du pétrole au Moyen-Orient et pouvoir nous implanter là-bas et intégrer cette région dans un nouvel ordre mondial et qu'ensuite nous irions nous occuper de Chavez, au Venezuela ainsi que de l'Iran. Je me rappelle qu'il me disait qu'on verrait des soldats fouiller des grottes à la recherche des responsables, en Afghanistan, au Pakistan et dans toutes ces régions-là. Il y aurait alors une guerre contre le terrorisme où il n'y aurait pas de véritable ennemi. Tout cela ne serait qu'une mystification. Ce serait une façon pour le gouvernement de contrôler les Américains ».
Nick Rockefeller lui aurait aussi affirmé que ses projets pour l'avenir étaient de réduire la population mondiale de moitié et de remplacer la monnaie de papier par des puces sous-cutanées où seraient stockées toutes les informations personnelles de la personne. Tout ceci étant une manière détournée de contrôler ce que Nick Rockefeller a désigné comme les « serfs », les « esclaves », en parlant de la population mondiale.
Il évoque aussi l'émancipation des femmes comme étant une duperie. Ce mouvement n'aurait pour finalité rien d'autre que de doubler le nombre de contribuables et de demandeurs d'emploi, mais aussi de réduire l'influence familiale sur chaque enfant, qui finira, par la présence restreinte des parents, par s'attacher plutôt à l'État, de façon indirecte.
Il meurt d'un cancer de la vessie, après six ans de lutte contre la maladie.